# Fernand Baudhuin
Fernand Baudhuin (1894 – 1977) est un économiste et journaliste belge.

## Bibliographie

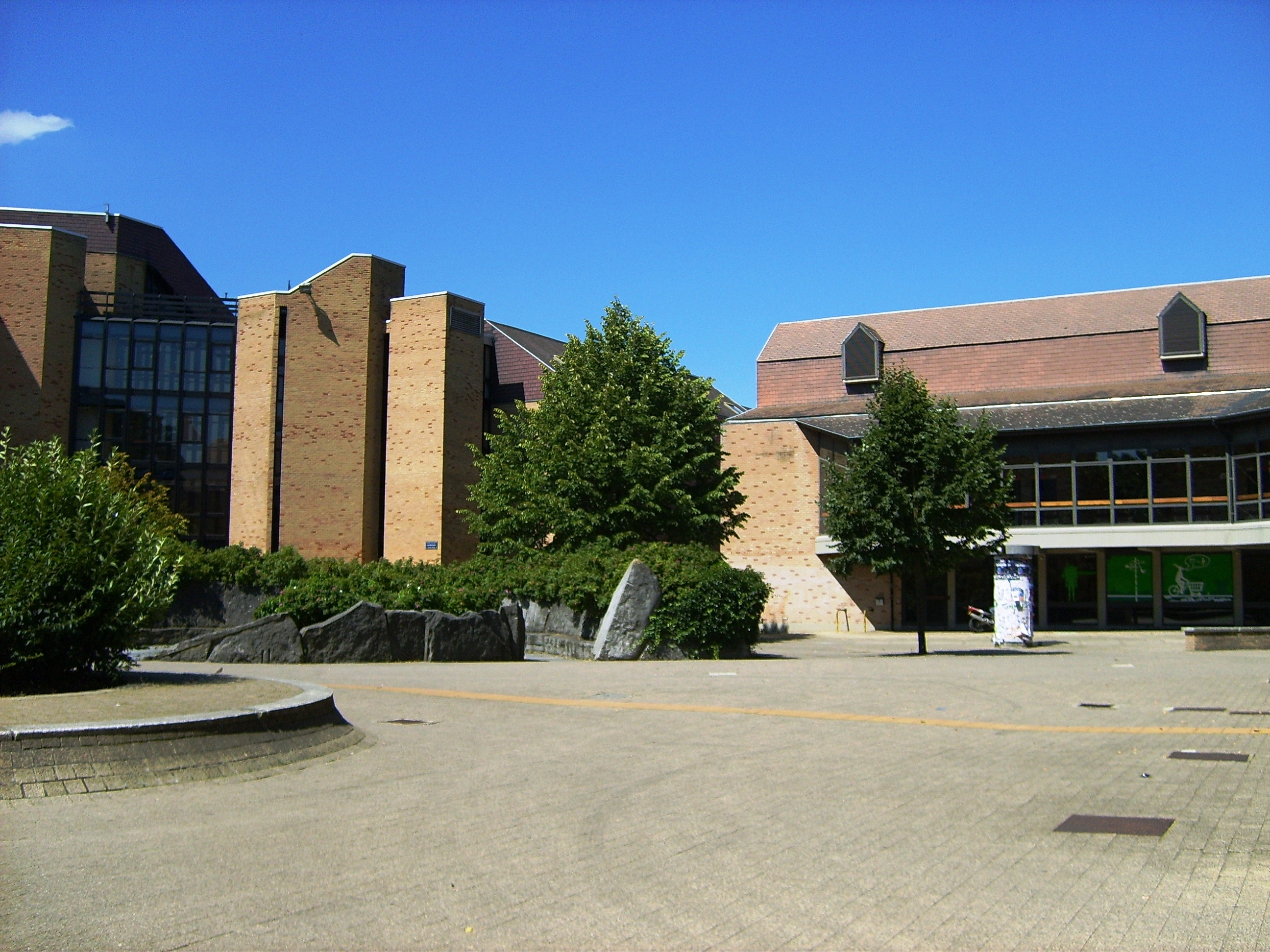
Les auditoires Montesquieu (droite) et la faculté de droit et de criminologie (gauche) de l'université catholique de Louvain (depuis 1968).

## Baudhuin et la monnaie

### Sa participation à la dévaluation du franc belge de 1935
Baudhuin et un groupe d'économistes de Louvain comprenant également Léon H. Dupriez  sont arrivés à la conclusion que la politique de déflation pour faire face à la dévaluation de la livre et du dollar ne pouvait pas marcher et qu'il fallait dévaluer le franc belge. Le 14 mars 1935, devant la Société belge d'études et d'expansion, il réclame une dévaluation. La spéculation se déclenche provoquant la démission du gouvernement et l'arrivée au pouvoir d'un économiste de Louvain Paul van Zeeland, qui dévalue rapidement, permettant le redressement du pays .

### Baudhuin et l'étalon-or
Baudhuin, sur la question de l'étalon-or, était très proche de Jacques Rueff. Comme lui, il pensait qu'il fallait revenir à l'étalon-or et supprimer l'étalon de change-or. Pour eux ce système a largement contribué aux tensions inflationnistes des années soixante et soixante-dix en permettant aux États-Unis d'afficher constamment des déficits de leur balance des paiements 

## Œuvre
- 1928 : "La Stabilisation et ses consequences"
- 1935 : La dévaluation du franc belge. Une opération délicate parfaitement réussie.
- 1944 : Histoire économique de la Belgique, 1914-1939.
- 1945 : L'économie belge sous l'occupation, 1940-1944.
- 1954 : Code économique et financier-Introduction économiques et textes annotés de la législation belge.
- 1958 : Histoire économique de la Belgique, 1945-1956.
- 1961 : Belgique 1900-1960, Institut de Recherches économique et sociale de Louvain.
- 1970 : Histoire économique de la Belgique, 1957-1968.
- 1975 : 4e édition des Principes d'économie contemporaine.
- 1977 : 5e édition du Dictionnaire d'économie contemporaine.

## Sources
- Zeegers Jacques, « Baudhuin Fernand », Nouvelle bibliographie nationale volume 4,‎ 1997. Fernand Baudhuin.